# Miklós Rónaszegi
Miklós Rónaszegi (5. června 1930, Budapest – 27. ledna 2022) byl maďarský spisovatel především knih pro děti a mládež.

## Život
Miklós Rónaszegi vystudoval Univerzitu Loránda Eötvöse v Budapešti. Stal se učitelem, ale zároveň pracoval v různých nakladatelstvích. Vydal dvacet šest knih různých žánrů určených především mladým čtenářům. Psal historické romány (zejména z pozdního středověku a z historie prvních britských kolonií v Americe), science fiction, indiánské příběhy i literární biografie v podobě románů (napsal knihy o Shakespearovi, Molièrovi a Marku Polovi). Jeho díla se vyznačují dynamickým stylem a důrazem na autentické historické i etnografické detaily.

## Dílo
- A nagy játszma (1955, Velká hra), historický dobrodružný román o Móricovi Beňovském.
- A Sánta Bölény (1958, Chromý Bizon), indiánský příběh.
- Hínáros tender (1959, Sargasové moře), román o první plavbě Kryštofa Kolumba.
- A királynő kalota (1961, Královnin pirát), historický dobrodružný román o osudech anglického korzára a později viceadmirála Francise Drakea.
- Színház az egész világ (1962, Divadlo jako svět), románová biografie Williama Shakespeara.
- Keserű komédia (1965, Hořká komedie), románová biografie Molièra.
- Az indián hercegnő (1966, Indiánská princezna), historický dobrodružný román, jehož hlavním hrdinou je kapitán John Smith a indiánská princezna Pocahontas.
- Indián halál (1968, Indiánská smrt), pokračování románu Indiánská princezna.
- A rovarok lázadása (1969, Vzpoura hmyzu), science fiction.
- Az indián királyfi (1970, Indiánský princ), historický dobrodružný román román o synovi princezny Pocahontas.
- Az ördögi liquor (1972, Začarovaný likér), fantastický příběh.
- A rettenetes Kartal (1973, Hrozný Kartal), první část historického románového cyklu ze středověku.
- Így élt Marco Polo (1974, Tak žil Marco Polo), románová biografie Marka Pola.
- Kartal kalandos esküvője (1976, Kartalova dobrodružná svatba), druhá část historického románového cyklu ze středověku.
- Kartal visszatér (1977, Kartalův návrat), třetí část historického románového cyklu ze středověku.
- Az a híres Háry János (1980, Slavný Háry János)
- A genovai fogoly (1981, Janovský vězeň), pokračování biografie Marka Pola z doby, kdy v janovském vězení vytvořil svůj cestopis Milion.
- A gézengúzok meg az idegenforgalom  (1982, Malí rošťáci a cestovní ruch), první část cyklu vyprávějícího veselé a napínavé příběhy tří dětí.
- Rájuk fújt az Isten...  (1985, Kdo má v plachtách vítr), dobrodružný historický román ze 16. století, kdy vrcholí konflikt mezi Anglií a katolickým Španělskem sužovaným nelidsky krutou inkvizicí.
- A gézengúzok a Balatonnál (1986, Malí rošťáci na Balatonu), příběhy tří rošťáků u jezera Balaton.
- Botrány a suliban (1987, Skandál ve škole), science-fiction.
- A gézengúzok a Hortobágyon (1988, Malí rošťáci v Hortobágy), další příběhy tří rošťáků, tentokrát v národním parku Hortobágy.
- Kartal utolsó kalanda (1989, Kartalovo poslední dobrodružství), závěrečná čtvrtá část historického románového cyklu ze středověku.
- A gézengúzok az Alpok alján (1991, Malí rošťáci v podhůří Alp), příběhy tří dětí, tentokrát z ciziny.
- Bohóckodó, vidám jelenetek (1996, Klauni), veselé scénky.
- Gellért püspök szeretője (2000, Milenka biskupa Gerarda), historická fantazie ze života svatého Gerarda.

## Filmové adaptace
- Kismaszat és a Gézengúzok (1984), maďarský televizní film, režie Miklós Markos.

## Česká vydání
- Kdo má v plachtách vítr, Albatros, Praha 1989, přeložil Milan Navrátil.